# Vladimirkathedraal (Sint-Petersburg)
De Vladimirkathedraal (Russisch: Князь-Владимирский собор) is een Russisch-orthodoxe kathedraal in de Russische stad Sint-Petersburg. De kathedraal is gewijd aan de in de orthodoxe kerk heilig verklaarde prins Vladimir.

## Geschiedenis
Op de plaats stond eerder een houten kerk, gebouwd in 1708 en gewijd aan de heilige Nicolaas van Myra. Tussen 1713-1719 werd een andere kerk gebouwd en gewijd aan de Ontslapenis van de Moeder Gods. Bij de inwijding in 1719 van het hoofdaltaar kreeg de kerk de kathedrale status. Die kerk werd vernietigd door een brand in 1772.
De huidige kerk werd gebouwd in 1765. Architect was Antonio Rinaldi en hij schiep een vijfkoepelige kerk met een klokkentoren van drie verdiepingen. De kerk werd voltooid in 1773, maar aan de inrichting werd onder leiding van Ivan Starov verder gewerkt in de jaren 1783-1789. Op 1 oktober 1789 vond de wijding plaats ter ere van de heilige Vladimir. De kerk onderging enige wijzigingen in de Russische empirestijl waaronder het koor en de iconostase uit 1823. In 1845 werd de kerk de hoofdkerk van de Orde van Sint-Vladimir. In de 19e eeuw werden drie kapellen aan de kerk toegevoegd.

## Sovjet-periode
De kathedraal werd tijdelijk gesloten tussen 1926-1927, daarna werd de kerk kathedraal van het bisdom en zetel van de metropoliet van Leningrad wegens sluiting van de Kazankathedraal die tot museum van het atheïsme werd bestemd. Tijdens het beleg van Leningrad bleef de kathedraal geopend en was het voor de gelovigen een belangrijk baken van troost. Van 1940 tot 2001 werd in de Vladimirkathedraal het eerbiedwaardige icoon van de Moeder Gods van Kazan bewaard.